# Dascyllus
Dascyllus là một chi cá biển thuộc phân họ Chrominae trong họ Cá thia. Chi này được Cuvier lập ra vào năm 1829.

## Từ nguyên
Không rõ nghĩa của từ dascyllus, có lẽ được Latinh hóa từ daskilos, một cái tên mà Aristotle đặt cho cá phèn Mullus barbatus, sau được Georges Cuvier lấy đặt cho cá thia.

## Phạm vi phân bố
Các loài Dascyllus được phân bố rộng khắp khu vực Ấn Độ Dương - Thái Bình Dương, bao gồm cả Biển Đỏ. Tuy nhiên, có hai loài đã xuất hiện ở ngoài khơi bang Florida (Hoa Kỳ), là D. trimaculatus và D. aruanus, nhiều khả năng được thả ra từ các bể cá cảnh.

## Các loài
Có 11 loài được công nhận trong chi này, bao gồm:
- Dascyllus abudafur (Forsskål, 1775)[5]
- Dascyllus albisella Gill, 1862
- Dascyllus aruanus (Linnaeus, 1758)[5]
- Dascyllus auripinnis Randall & Randall, 2001[6]
- Dascyllus carneus Fischer, 1885
- Dascyllus flavicaudus Randall & Allen, 1977[7]
- Dascyllus marginatus (Rüppell, 1829)
- Dascyllus melanurus Bleeker, 1854
- Dascyllus reticulatus (Richardson, 1846)
- Dascyllus strasburgi Klausewitz, 1960
- Dascyllus trimaculatus (Rüppell, 1829)

## Phân loại học

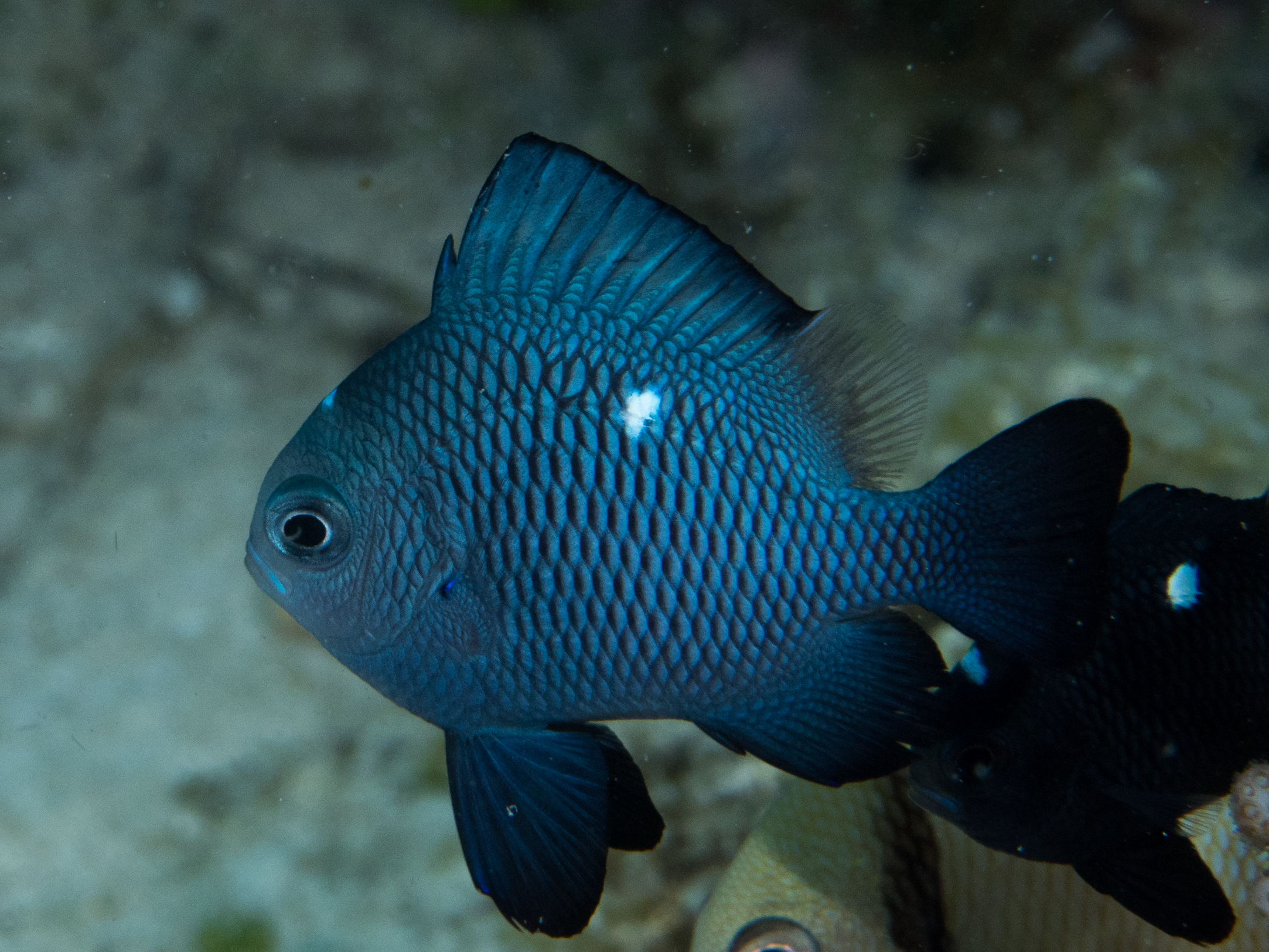
D. trimaculatus (cá con)

McCafferty và cộng sự (2002) nhận thấy rằng, quần thể D. reticulatus được chia thành hai dòng khác nhau và tách biệt về mặt địa lý, dòng phía bắc phạm vi có quan hệ cận ngành với D. flavicaudus, còn dòng thứ hai hợp thành nhóm chị em với D. carneus. McCafferty và cộng sự không tìm thấy bất kỳ sự khác biệt nào trong trình tự DNA ty thể (mtDNA) để phân biệt giữa D. flavicaudus và dòng D. reticulatus phía bắc. Nếu chúng được xếp vào nhóm loài đồng nghĩa với nhau, cái tên Dascyllus reticulatus sẽ được ưu tiên hơn Dascyllus flavicaudus. Ngược lại, dòng D. reticulatus phía nam, chị em với D. carneus, sẽ cần một danh pháp mới nếu dòng này được xem là một loài hợp lệ, và Dascyllus xanthosoma là danh pháp sẵn có cho dòng D. reticulatus này.
Chi này được phân thành 3 nhóm phức hợp loài, bao gồm: aruanus (D. aruanus và D. melanurus); reticulatus (D. carneus, D. flavicaudus, D. marginatus và D. reticulatus) và trimaculatus (D. albisella, D. strasburgi và D. trimaculatus). D. abudafur là một loài chị em với D. aruanus nên có lẽ cũng thuộc nhóm aruanus.

## Sinh thái học
Hai nhóm phức hợp aruanus và reticulatus có kích thước nhỏ và luôn sống gần các cụm san hô có nhánh, còn nhóm trimaculatus lớn hơn và chỉ có cá con của chúng là sống phụ thuộc vào san hô. Đặc biệt, cá con của loài D. trimaculatus và D. albisella có thể sống cùng với hải quỳ như những loài cá hề Amphiprion (nhưng không phải mối quan hệ cộng sinh). Qua quan sát thực nghiệm, những cụm san hô nhánh Stylophora pistillata mà có loài D. marginatus cư trú có sự tăng trưởng nhanh chóng về kích thước của các nhánh (đặc biệt là ở các san hô đang phát triển).
Các loài D. aruanus, D. albisella, D. flavicaudus và D. trimaculatus được ghi nhận là có thể tạo ra âm thanh trong lúc thực hiện các màn tán tỉnh. Hành vi này tuy chưa được quan sát ở các loài Dascyllus còn lại nhưng rất có thể vẫn xảy ra vì hành vi phát âm thanh là một đặc trưng của họ Cá thia.
Cũng như những loài cá thia trong họ, Dascyllus đực có tập tính bảo vệ và chăm sóc trứng. Một cá thể lai tạp giao giữa D. aruanus và D. reticulatus đã được phát hiện tại rạn san hô Great Barrier.